# بشوو (استان اشوی‌داشکسیه)
بشوو (به لهستانی: Byszów) یک منطقهٔ مسکونی در لهستان است که در گمینا کلیمونتوو واقع شده‌است.